# Сан-Педро-де-Атакама
Сан-Педро-де-Атакама (ісп. San Pedro de Atacama) — чилійське місто і комуна в провінції Ель-Лоа регіону Антофаґаста, популярний в Чилі курорт.
Місто Сан-Педро-де-Атакама виросло біля оази в пустелі Атакама. Місто розташоване на схід від міста Антофаґаста біля вулкану Ліканкабур. У місті знаходиться великий археологічний музей із великою колекцією знахідок, зроблених в регіоні. Руїни стародавніх поселень біля міста також привертають численних туристів. Інші популярні види діяльності туристів включають відвідування чудових видів пустелі, спостереження за зірками та сандбордінг.
Місто розташоване на висоті близько 2 400 м, через що відвідувачі часто відчувають деякий дискомфорт через велику висоту. Клімат дуже сухий, дощів тут практично не буває, проте температури помірні, 25-30 °C влітку і 18-25 °C взимку (від червня до серпня). Нічні температури інколи опискаються нижче нуля, та досягають −10 °C взимку.
Місто має обмежені джерела питної води, забруджені важкими металами, такими як арсен, концентрації якого в 60 раз перевищують допустимі, хоча місцеві індіанці, здається переносять таку воду без значних проблем. Для мешканців міста діє завод по очищенню води.

## В культурі
Місто фігурує в технотрилері "Бот" українського письменника Макса Кідрука.

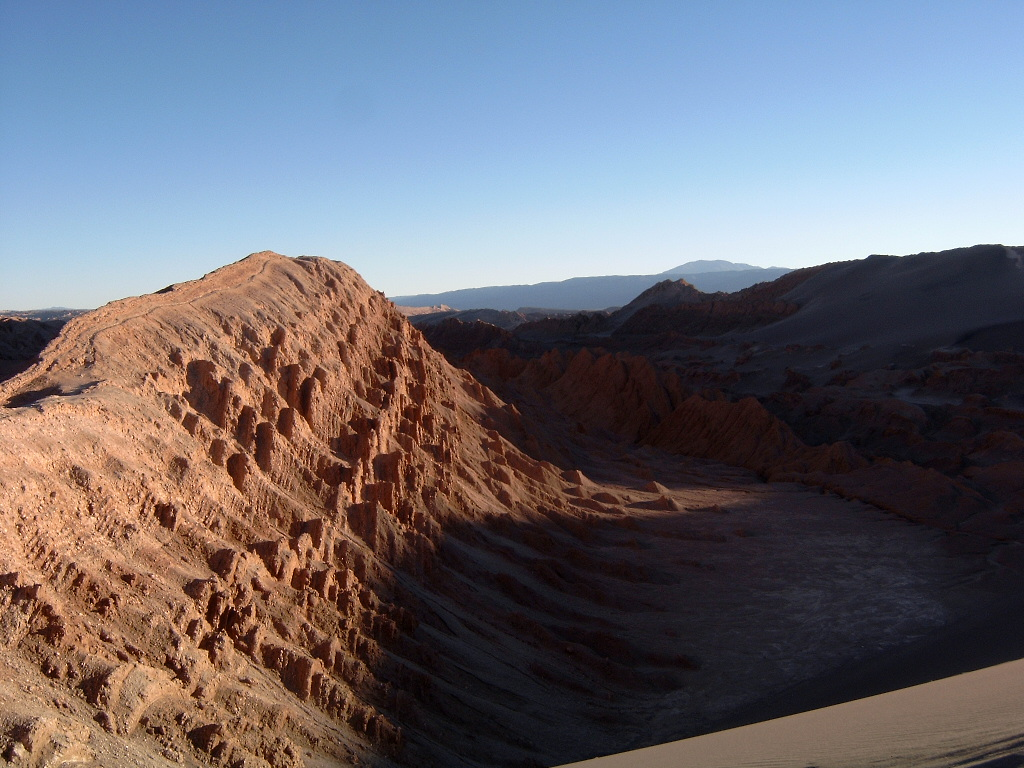
Місячна долина
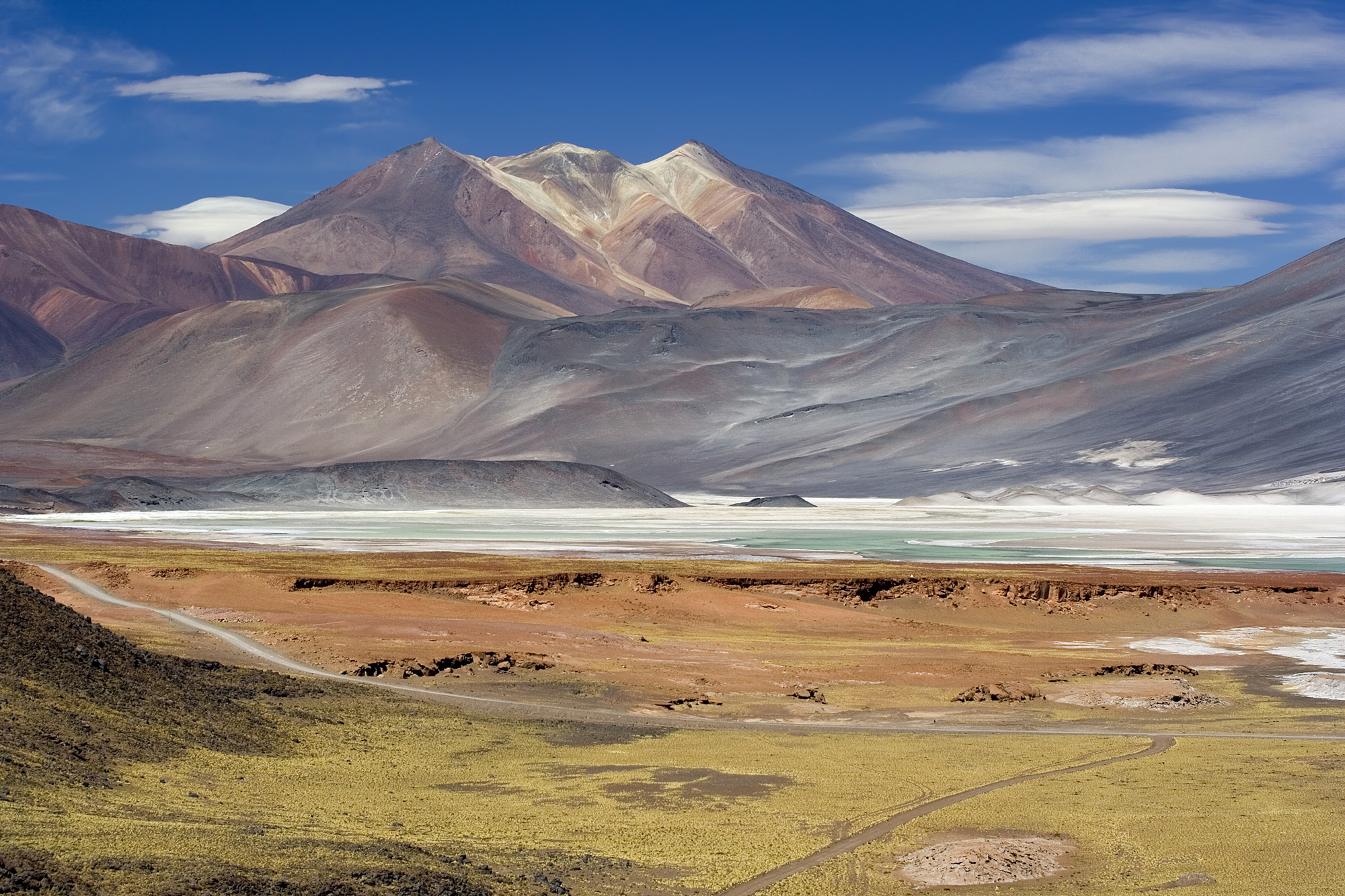
Салар-де-Талар біля Сан-Педро-де-Атакама.
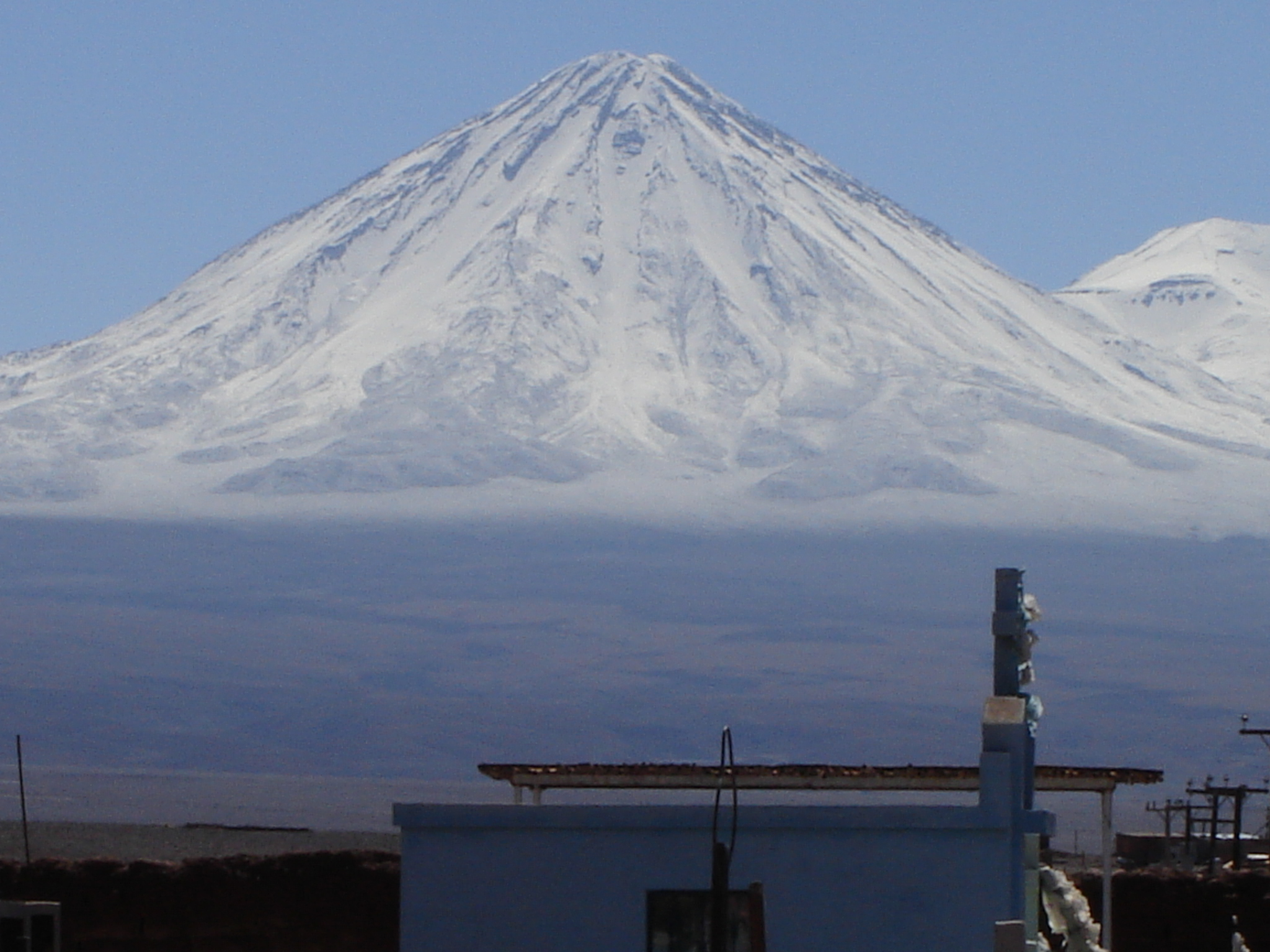
Вулкан Ліканкабур
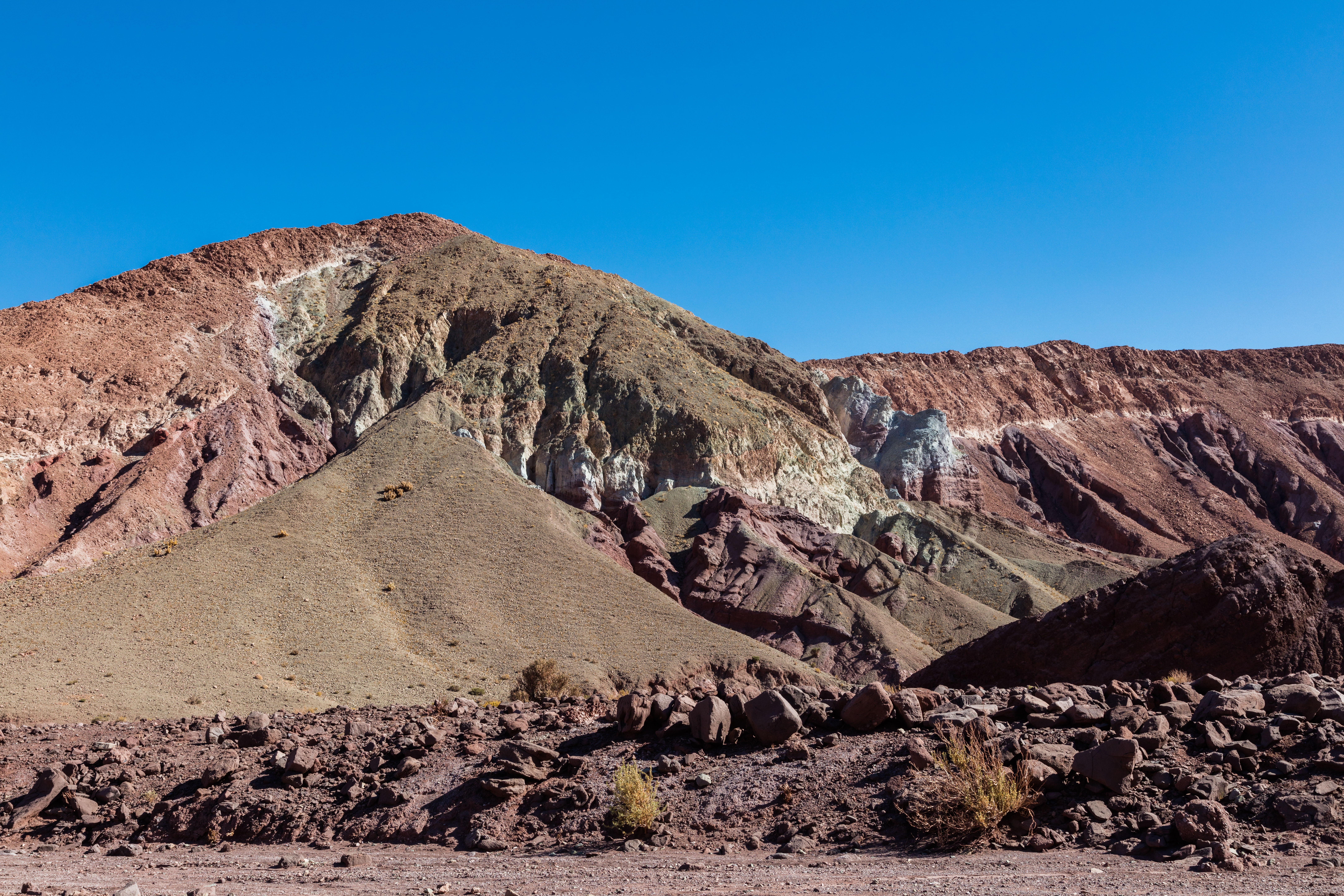
Веселкова долина